# Katedrála svatého Alexandra Něvského (Sofie)

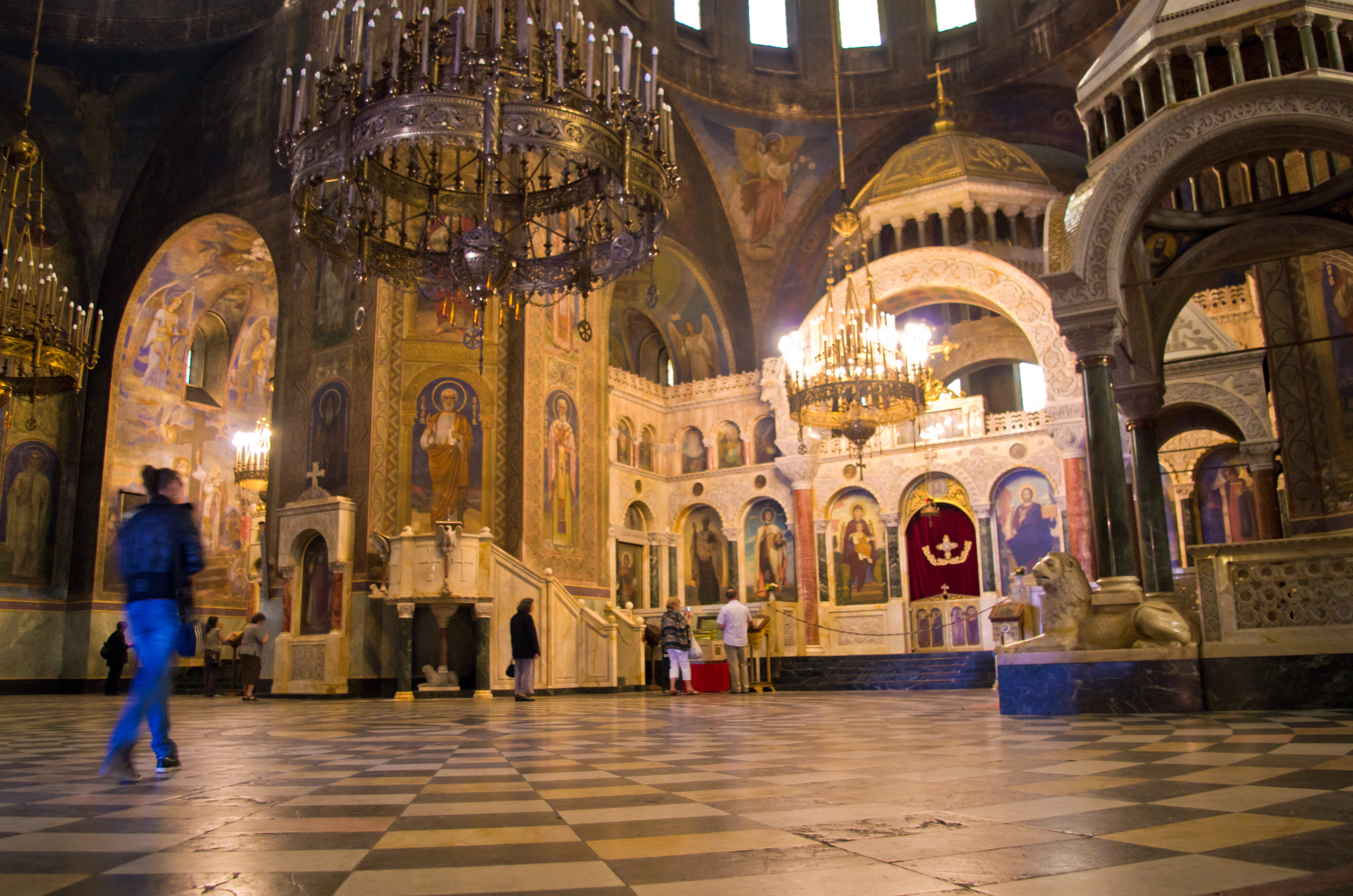
Interiér katedrály

Katedrála sv. Alexandra Něvského v Sofii (bulharsky Храм-паметник Свети Александър Невски je kostel v novobyzantinském stylu v Sofii, hlavním městě Bulharska, sloužící jako hlavní svatyně patriarchy bulharské pravoslavné církve a jeho sídlo.
Budova se nachází na náměstí Alexandra Něvského v centru Sofie, přičemž v interiéru katedrály je vystavena i relikvie sv. Alexandra Něvského, kterou katedrále darovala ruská pravoslavná církev.

## Historie
Chrám byl vybudován na počest ruských vojáků padlých za osvobození Bulharska od turecké nadvlády v rusko-turecké válce v letech 1877-1878 a jako výraz vděku ruskému carovi Alexandrovi II., díky kterému Bulharsko získalo v roce 1878 nezávislost. Kostel dostal jméno podle patrona carské rodiny sv. Alexandra Něvského. Stavba, jejíž základní kámen byl položen v roce 1882, byla započata v roce 1904 a dokončena v roce 1912. Autorem projektu v novobyzantském stylu, v 19. století v Rusku velmi populárním, byl ruský architekt Alexandr Pomerancev. Byla svědkem dvou světových válek, během nichž byla téměř zničena.
Svatořečení Serafima Sofijského proběhlo 26. února 2016 v katedrále svatého Alexandra Něvského v Sofii poté, co poprvé v církevní historii dvě místní pravoslavné církve – ruská a bulharská – společně připravili kanonizaci světce. Během oficiální návštěvy patriarchy Neofyta Bulharského v Moskvě, dne 8. března 2016, v moskevském Pokrovském klášteře, moskevský patriarcha Kirill a patriarcha Neofyt z Bulharska provedli společnou liturgickou oslavu svatého ruskou a bulharskou pravoslavnou církví.

## Architektura
Katedrála představuje jak mimořádnou architekturou a freskami, tak svými rozměry jednu z nejvýznamnějších pravoslavných staveb světa. Patří k největších pravoslavným svatyním - stavba, vysoká 53 m, má 72 m délky a 42 m šířky, plochu 3170 m² a pojme 5.000 osob. Je členěna do pěti lodí, její interiér je bohatě zdoben zlatem, mozaikami, mramorem a dřevořezbami. Okna jsou zdobena malbami na skle, stěny a kopule freskami. Kopule katedrály jsou pozlaceny, vstup zdobí mramor ze Sieny a Carrary, trůny pro cara a patriarchu jsou vyrobeny z onyxu a alabastru.
V kryptě pod katedrálou se nachází galerie ikon zahrnující období od 4. do 19. století - jedna z největších galerií pravoslavných ikon na světě.

## Patrocinium
V letech 1916-1920 nesla katedrála jméno sv. Cyrila a Metoděje, poté však se její patrocinium (zasvěcení) vrátilo k původnímu názvu.
V roce 1924 byla katedrála prohlášena za kulturní památku.